# Angelina Danilova
Angelina Sergueïevna Danilova, (russe : Ангелина Сергеевна Данилова) (coréen : 안젤리나 다닐로바) née le 28 décembre 1996 à Saint-Pétersbourg, est une chanteuse, mannequin et actrice russe, basée en Corée du Sud. Elle été la récipiendaire 2018 du Korea Image Flower Stone Award pour son travail de promotion de la corée dans le monde.